# James Johnston (rugby à XV)
Pour les articles homonymes, voir James Johnston (homonymie) et Johnston.

a Compétitions nationales et continentales officielles uniquement.

b Matchs officiels uniquement.
Dernière mise à jour le 14 mars 2025.
James Johnston, né le 6 mars 1986 à Auckland (Nouvelle-Zélande), est un joueur de rugby à XV international samoan évoluant au poste de pilier droit. Il mesure 1,88 m pour 140 kg.
Il est le frère cadet de Census Johnston, lui aussi pilier international samoan.

## Carrière

### En club
James Johnston a été formé en Nouvelle-Zélande et a commencé à jouer avec le club du Ponsonby RFC dans le championnat amateur de la région d'Auckland. Il commence sa carrière professionnelle en 2009 quand il rejoint le club des Harlequins dans le championnat d'Angleterre. Il s'impose rapidement comme un cadre de l'équipe et remporte le championnat en 2012 après la finale gagnée face aux Leicester Tigers qu'il joue en intégralité,.
En 2013, après quatre saisons et 102 matchs joués, il quitte le club pour rejoindre le rival londonien des Saracens,. Avec son nouveau club, il est finaliste du championnat et de coupe d'Europe en 2014 avant d'être champion d'Angleterre en 2015. Mais d'un point de vue personnel, son bilan est plus mitigé car il n'est titulaire que 19 matchs sur 51 disputés, lui étant préféré l'ancien international anglais Matt Stevens lors des matchs importants. 
Il rejoint en 2015 un autre club londonien en signant un contrat avec les Wasps. Cependant, en raison d'une blessure contractée avec sa sélection nationale, il est libéré de son contrat en janvier 2016 avant d'avoir pu disputer le moindre match et rejoint dans la foulée l'équipe promue : les Worcester Warriors,.
Non conservé par Worcester à la mi-saison 2017, il signe un contrat d'une saison, plus une autre en option, en faveur du club français du CA Brive qui évolue en Top 14,. En mai 2018, il prolonge son contrat avec le CAB pour une saison de plus. Au terme de la saison 2019-2020, il n'est pas conservé et quitte le club.
Libre de tout contrat, il s'engage alors avec le Rouen Normandie rugby en Pro D2 pour une durée d'une saison.
Une saison plus tard, il rejoint le Stade niçois, évoluant en Nationale. Il quitte Nice en juin 2023, après deux saisons passées au club.
Après son départ de Nice, il rejoint le RC Bassin d'Arcachon au début de la saison 2023-2024 de Nationale 2 puis, en cours de saison, fait son retour en Angleterre où il s'engage avec Ampthill en Championship (deuxième division),,.

### En équipe nationale
Né en Nouvelle-Zélande de parents samoans, James Johnston obtient sa première cape internationale avec l'équipe des Samoa le 28 juin 2008 à l’occasion d’un test-match contre l'équipe des Tonga à Nukuʻalofa.
Il est pré-sélectionné dans le groupe samoan élargi à 58 joueurs choisi par Stephen Betham pour préparer à la Coupe du monde 2015 en Angleterre. Il ne sera cependant pas retenu dans le groupe final en raison d'une blessure à la jambe.

## Palmarès

### En club
- Champion d'Angleterre en 2012 avec les Harlequins et en 2015 avec les Saracens.
- Finaliste du championnat d'Angleterre en 2014 avec les Saracens.

- Finaliste de la Coupe d'Europe en 2014 avec les Saracens.

## En équipe nationale
- 16 sélections avec les Samoa entre 2008 et 2016
- 5 points (1 essai)